# Sutterella
Sutterella es un género de bacterias gramnegativas de la familia Sutterellaceae. Fue descrito en el año 1996. Su etimología hace referencia a la científica Vera Sutter. Son bacterias gramnegativas, anaerobias estrictas e inmóviles. Todas las especies se han aislado de heces humanas o animales. Solamente Sutterella wadsworthensis se ha relacionado con algunos casos de infecciones en humanos, causando bacteriemia.